# 左石站

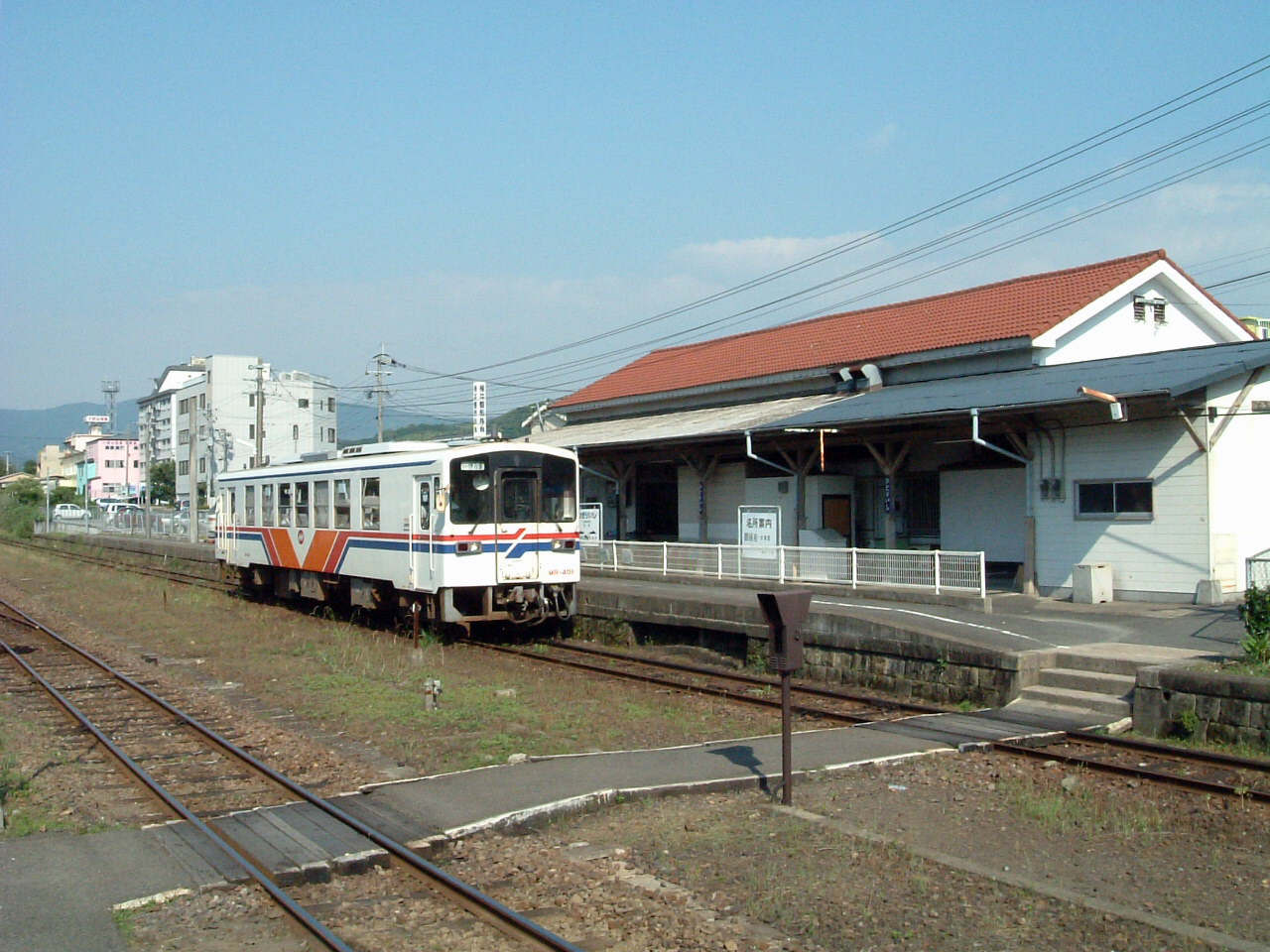
車站大樓與伊萬里方向月台（2004年6月）

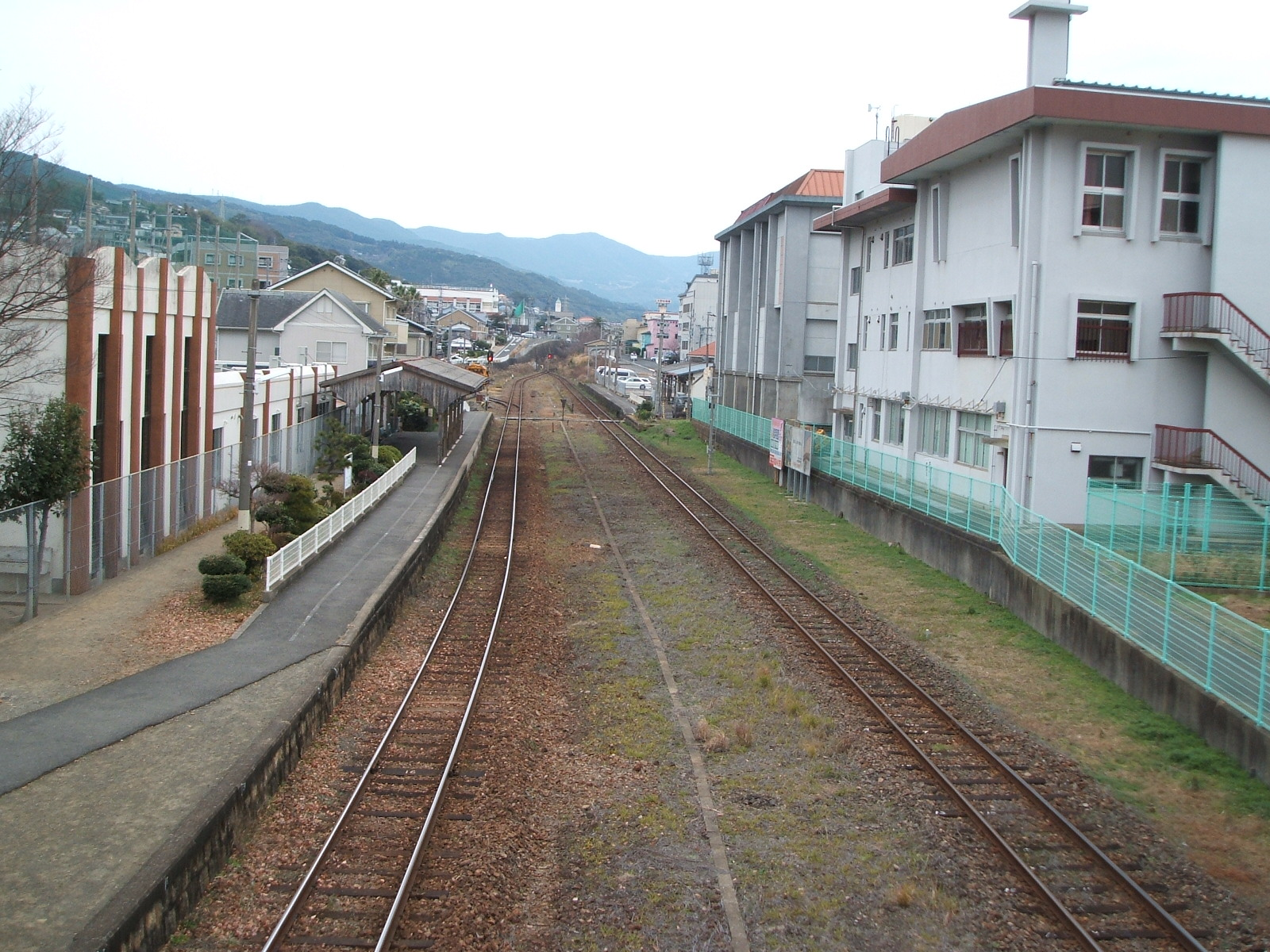
在行人天橋望向佐世保方向

左石站（日语：／ Hidariishi eki */?）是位於長崎縣佐世保市田原町，松浦鐵道的西九州線車站。此站曾經可轉乘日本國有鐵道柚木線。

## 歷史
- 1920年（大正9年）
  - 3月27日 - 佐世保鐵道（日语：佐世保鉄道）相浦至此站至柚木之間開通，大野站（日语：／）啟用。
  - 10月7日 - 此站至上佐世保之間開通。
- 1929年（昭和4年）4月20日 - 車站改名為左石站。
- 1936年（昭和11年）10月1日 - 佐世保鐵道國有化[1]，成為松浦線車站。
- 1943年（昭和18年）8月30日 - 松浦線、柚木線改軌距工程完成。此站至上佐世保之間廢止。此站至北佐世保之間的新線開通。
- 1967年（昭和42年）
  - 7月9日 - 柚木線由於水災使全線不能通行。
  - 9月1日 - 柚木線全線廢止。
- 1970年（昭和45年）10月1日 - 結束貨物起卸業務。
- 1987年（昭和62年）4月1日 - 伴隨國鐵分割民營化，車站由九州旅客鐵道（JR九州）營運[2][3][4]，成為JR九州松浦線車站。
- 1988年（昭和63年）4月1日 - 松浦鐵道接管松浦線，成為松浦鐵道西九州線車站。

## 車站構造
車站是一座地面車站，設有2面2線的相對式月台。兩月台之間的距離較大，車站大樓位於靠近佐世保市政廳大野分所一方（佐佐、伊萬里方向月台側）。在靠近佐世保西高校側（佐世保方向月台側）的月台上設有木造上蓋。兩月台之間設有站內平交道連接。在松浦鐵道接管後，佐世保西高校一方開設了出入口。車站步行約3分鐘距離的西肥巴士大野候車處可購買定期票和回數票（服務時間：除了元旦外的9:30至17:30之間）。
此站是無人車站，在松浦鐵道接管前，此站是有人車站，當時發售手寫的乘車票和指定票。另外在接管前，此站的閉塞系統是使用電氣路籤方式。急行「平戶」通過此站時，運輸助手會幫助交換電氣路籤。當時的信號燈是臂木式號誌機。
截至2008年（平成20年）9月，舊站員室變成了食堂。另外，候車室部分改裝為另一間餐廳，而大野商工振興會也使用了車站大樓部分位置。

### 月台
| 月台         | 路線      | 上下行 | 方向                               |
| ------------ | --------- | ------ | ---------------------------------- |
| 車站大樓一方 | ■西九州線 | 上行   | 佐佐、田平平戶口、松浦、伊萬里方向 |
| 北邊         | ■西九州線 | 下行   | 佐世保方向                         |

## 利用狀況
在2018年度，1日平均上落車人次為1,018人。在2005年度，1日平均上落車人次為904人。

## 車站周邊
- 佐世保市政廳（日语：佐世保市役所）大野分所
- 長崎縣立佐世保西高等學校（日语：長崎県立佐世保西高等学校）
- 長崎縣道151號佐世保世知原線（日语：長崎県道151号佐世保世知原線）
- 長崎勞災醫院（日语：長崎労災病院）
- 國道204號
- 佐世保市立大野中學（日语：佐世保市立大野中学校）
- 佐世保市立大野小學（日语：佐世保市立大野小学校）
- 朝岡北幼稚園
- 佐世保巴士（日语：させぼバス）暨西肥巴士（日语：西肥自動車）大野車廠
- 佐世保北郵局（日语：佐世保北郵便局）
- 九州電力大野變電站
- 共立汽車學校、大野
- 眼鏡岩（日语：眼鏡岩 (佐世保市)）

## 相鄰車站
松浦鐵道
西九州線
快速
本山－左石－泉福寺
普通
野中－左石－泉福寺

### 廢止區間
日本國有鐵道
柚木線
左石－肥前池野－柚木

## 注腳
1. ↑  「鉄道省告示第326.327号」『官報』1936年9月29日（國立國會圖書館數碼化收藏）
2. ↑  九州鉄道百年祭実行委員会・百年史編纂部会 (编).  初版. 九州旅客鉄道. 1988: 181 （日语）.
3. ↑  『交通年鑑 昭和63年版』 交通協力會，1988年3月。
4. ↑  今村都南雄 『民営化の效果と現実NTTとJR』 中央法規出版，1997年8月。ISBN 978-4805840863
5. ↑  佐世保市統計書
6. ↑  長崎縣統計年鑑

## 外部連結
- 左石站時間表 （页面存档备份，存于）（日語） - 松浦鐵道